# Monte Horeb, Oaxaca
Monte Horeb är en ort i Mexiko.   Den ligger i kommunen Santa María Chilchotla och delstaten Oaxaca, i den sydöstra delen av landet, 280 km sydost om huvudstaden Mexico City. Monte Horeb ligger 933 meter över havet och antalet invånare är 143.
Terrängen runt Monte Horeb är bergig åt nordväst, men åt sydost är den kuperad. Runt Monte Horeb är det ganska tätbefolkat, med 139 invånare per kvadratkilometer. Närmaste större samhälle är Huautla de Jiménez, 17,8 km söder om Monte Horeb. I omgivningarna runt Monte Horeb växer i huvudsak städsegrön lövskog.